# サマーリーグ
サマーリーグは、夏季に開催される非公式の試合である。プレシーズンの一つで、米州ではアメリカメジャースポーツの登竜門に位置付けられる。

## 野球

### 大学サマーリーグ
米国の大学野球シーズン終了後の5月から8月にかけてリーグ戦が行われる。MLBの登竜門の一つ。

### ドミニカ共和国・ベネズエラ
アカデミー間による対抗戦として夏場に行われている。アメリカ合衆国のメジャーリーグ育成機関としてのマイナーリーグの一員と位置づけられ、その最も下位に当たる「ルーキーリーグクラス」に相当する。
- ドミニカン・サマーリーグ
- ベネズエラン・サマーリーグ

この他、メキシコのリーガ・メヒカーナ・デ・ベイスボルも、基本的にはMLBとは別組織であるが、MLBからはAAAクラス相当に認定されているため広義のサマーリーグと位置付けられている。

## バスケットボール

### 北米
NBAのシーズンオフにNBAや独立リーグのチームが集まり、いくつかのリーグに分かれて行われる。若手が経験を積む場であり、NBAの登竜門となっている。

### 日本
日本では日本バスケットボールリーグ（JBL）においてサマーリーグ構想が提唱されており、2008年8月29日～31日に教育リーグとして開催される。2010年はさらにそれを発展させたサマーキャンプが行われる。
バスケットボール女子日本リーグにおいては、2006年よりサマーキャンプと題し、WJBLチームの他に実業団も加えてリーグ戦を行っている。

## バレーボール
日本ではVリーグで、サマーリーグ（2008年からV・サマーリーグと称する）が開催されている。Vリーグ（プレミアリーグ・チャレンジリーグ・準加盟）のチームが参加し、例年7月に一次リーグが、9月に一次リーグの成績上位チームによる決勝リーグが行われる。
全日本メンバーの合宿や試合時期と重なることが多いことから、特に上位チームは出場機会の少ない選手が中心のメンバー構成になることが多い。